# 2月21日
2月21日是公历一年中的第52天，离全年结束还有313天（闰年则还有314天）。

## 大事记

### 19世紀以前
- 705年：武则天将皇位传给李显。
- 1613年：全俄罗斯缙绅会议推选米哈伊尔一世成为俄罗斯沙皇，建立罗曼诺夫王朝。
- 1784年：俄羅斯女皇葉卡捷琳娜二世命令軍隊在克里米亞的塞凡堡建立海軍基地。

### 19世紀
- 1804年：英国发明家理查·特里维西克开发的第一部蒸汽机车进行首次上轨测试。
- 1832年：英国探险远征队发现了格陵兰岛。
- 1848年：卡尔·马克思和弗里德里希·恩格斯在英国伦敦匿名发表《共产党宣言》。
- 1875年：清朝云南边境军民与英国武装探险队冲突，英国外交官马嘉理被击毙，马嘉理事件发生。
- 1898年：谭嗣同等人创立南学会。

### 20世紀
- 1916年：德国皇储威廉率领军队向法国凡尔登发动猛烈进攻，凡尔登战役爆发。
- 1945年：硫磺岛战役：日軍特別攻擊隊擊沉美軍俾斯麥海號航空母艦
- 1951年：镇压反革命运动：中华人民共和国中央人民政府发布《中华人民共和国惩治反革命条例》。
- 1952年：东巴基斯坦首都达卡的群众举行游行示威，要求将孟加拉语作为官方语言。
- 1953年：弗朗西斯·克里克和詹姆斯·華生在英國卡文迪許實驗室發現去氧核糖核酸雙股螺旋結構。
- 1965年：美国黑人民族主义者麦尔坎·X在纽约进行一场演说时，遭到3名黑人枪手刺杀身亡。
- 1971年：联合国发起的《精神药物公约》在奥地利维也纳签署。
- 1972年：美国总统尼克松正式訪問中華人民共和國。
- 1973年：利比亚阿拉伯航空114号班机遭到以色列空军的F-4幽灵II战斗机误击，造成108人死亡。
- 1986年：任天堂在日本发售FC游戏机游戏《塞尔达传说》。
- 1986年：台灣歌手鄧麗君發行日文單曲《任時光從身邊流逝》，為其在日本發展最成功的作品之一，另有中文版本《我只在乎你》。
- 1987年：台灣積體電路製造於新竹科學園區正式成立，其後逐漸發展為全球最重要的晶圓代工廠之一。

### 21世紀
- 2022年：受強烈寒潮影響，香港天文台錄得最低氣溫為7.5度，是繼1996年2月21日5.8度以來2月下旬（21-29日）的最低紀錄。
- 2022年：俄羅斯總統弗拉迪米爾·普丁承認烏克蘭東部的頓內次克和盧干斯克為獨立國家，並派遣部隊進駐。

## 出生
- 921年：安倍晴明，日本平安時代陰陽師（1005年逝世）
- 1728年：彼得三世，俄羅斯帝國皇帝（1762年逝世）
- 1779年：弗里德里希·卡尔·冯·萨维尼，德國法律學家（1861年逝世）
- 1791年：卡尔·车尔尼，奥地利钢琴家、作曲家（1857年逝世）
- 1794年：聖塔·安那，墨西哥將軍、獨裁者，前任墨西哥總統（1876年逝世）
- 1801年：若望·亨利·紐曼，英國天主教神父（1890年逝世）
- 1809年：威廉·鄧克爾，德國地質學家、古生物學家、動物學家（1885年逝世）
- 1836年：莱奥·德利布，法國作曲家（1891年逝世）
- 1858年：奥德菲尔德·托马斯，英國動物學家（1929年逝世）
- 1875年：雅娜·卡爾芒，法國超級人瑞，世上最長壽者（1997年逝世）
- 1886年：八田與一，日本水利工程師，台灣嘉南大圳设计者（1942年逝世）
- 1895年：亨利克·達姆，丹麥生物化學家、生理學家，1943年諾貝爾生理學或醫學獎得主。（1976年逝世）
- 1907年：威斯坦·休·奧登，英國-美國詩人（1973年逝世）
- 1914年：琼·塔特洛克，美国精神科医生，“原子弹之父”罗伯特·奥本海默的婚外女友。（1944年逝世）
- 1919年：克哈特·索爾，以色列射擊教練。（1972年逝世）
- 1921年：約翰·羅爾斯，美國哲學家，著有《正義論》（2002年逝世）
- 1922年：姬達，香港前政府官員（2006年逝世）
- 1924年：羅伯·穆加比，辛巴威政治人物，第2任辛巴威總統（2019年逝世）
- 1933年：妮娜·西蒙，美國歌手、作曲家（2003年逝世）
- 1936年：華盛頓·阿格雷·賈朗歐·奧庫穆，肯亞外交官、政治家、學者、作家（2016年逝世）
- 1937年：哈拉德五世，挪威國王
- 1938年：萊斯特·伯德，安地卡及巴布達政治人物，第2任安地卡及巴布達總理（2016年逝世）
- 1942年：鄭惠先，韓國女演員
- 1943年：大前研一，日本管理學家、經濟評論家
- 1943年：柳德米拉·烏利茨卡婭，俄羅斯小說家
- 1946年：，英國男演員（2016年逝世）
- 1946年：特里西婭·尼克松·考克斯，美國第37任總統理察·尼克森的長女
- 1950年：薩赫勒-沃克·祖德，衣索比亞政治人物，現任衣索比亞總統
- 1953年：威廉·彼德森，美國男演員
- 1955年：凱爾塞·格拉瑪，美國男演員
- 1955年：埃米內·埃爾多安，土耳其第一夫人
- 1956年：哈金，美國華裔作家
- 1958年：赫伯特·迪斯，德裔奧地利企業高管
- 1960年：高屋良樹，日本漫畫家
- 1961年：阿巴希·巴納吉，印度裔美國發展經濟學家，2019年諾貝爾經濟學獎得主
- 1962年：恰克·帕拉尼克，美國越界小說家、自由記者
- 1963年：卡爾·勞特巴赫，德國科學家、醫生、政治人物，現任德國聯邦衛生部部長
- 1964年：馬偉豪，香港著名導演
- 1964年：馬克·凱利，美國政治人物、工程師、太空人，現任亞利桑那州美國參議員
- 1968年：小艾伯特·布萊恩，美國政治人物
- 1969年：安潔紐·艾莉絲，美國演員
- 1970年：黃丹儀，香港作曲人、編曲人、音樂監製
- 1970年：耶斯·托魯普，丹麥職業足球運動員、教練
- 1973年：曾寶儀，台灣藝人、節目主持人
- 1973年：李聖傑，台灣歌手
- 1978年：龚蓓苾，中国影星
- 1978年：朴恩惠，韓國女演員
- 1978年：金荷娜，韓國女演員
- 1978年：庫梅爾·南賈尼，巴基斯坦裔美國男演員、喜劇演員、編劇、播客主持人
- 1979年：喬登·皮爾，美國男演員、喜劇演員、編劇、導演、製片人
- 1980年：吉格梅·凱薩爾·納姆耶爾·旺楚克，不丹國王
- 1981年：孫菲菲，中國女演員
- 1981年：要潤，日本男演員
- 1981年：和田毅，日本職棒選手
- 1981年：李仁譓，韓國女演員
- 1984年：林柏昇，台灣男藝人
- 1984年：香里奈，日本女演員
- 1985年：瑞莎，台灣女演員、模特兒
- 1985年：尹周熙，韓國女演員
- 1986年：夏洛蒂·澈奇，威爾斯歌手
- 1987年：艾略特·佩吉，加拿大演員
- 1988年：大槻響，日本AV女优
- 1988年：姚潔貞，香港女子田徑運動員
- 1989年：山下百合惠，日本女性聲優
- 1989年：鄭俊英，韓國男歌手
- 1989年：柯賓·布魯，美國男演員
- 1990年：姜河那，韓國男演員
- 1990年：宣泇而，香港少女模特兒
- 1991年：頌樂，韓國女子偶像團體MAMAMOO隊長
- 1991年：蘇帕西·宗澈瓦，泰國男演員、歌手
- 1991年：喬·歐文，英國男演員
- 1992年：安部未華子，日本AV女優
- 1992年：高以馨，台灣女歌手
- 1993年：菅田將暉，日本男演員、歌手
- 1993年：法布里齊奧·羅馬諾，義大利體育記者，世界上最知名的足球轉會一手來源提供者之一
- 1994年：Wendy，韓國女子偶像團體Red Velvet成員
- 1995年：李太奐，韓國男演員，男子偶像演員團體5urprise成員
- 1996年：蘇菲·特納，英國女演員
- 1999年：梅塔文·歐帕西安卡瓊，泰國演員、模特
- 2000年：李庚潤，韓國男子偶像團體DKZ成員
- 2000年：Haru，韓國女子團體NATURE成員
- 2001年：賈格·伊頓，美國男子滑板運動員
- 2007年：Leeseo，韓國女子偶像團體IVE成員
- 2022年：剴剴，台灣虐童案件受害者（2023年逝世）

## 逝世
- 4年：蓋烏斯·凱撒，羅馬帝國羅馬執政官（前20年出生）
- 1513年：教宗儒略二世，羅馬主教（1443年出生）
- 1677年：巴魯赫·斯賓諾莎，荷蘭哲學家（1632年出生）
- 1788年：约翰·格奥尔格·帕雷泽西，德國天文學家（1723年出生）
- 1824年：歐仁·德·博阿爾內，法國軍事家，拿破崙一世的繼子（1781年出生）
- 1846年：仁孝天皇，日本第120代天皇（1800年出生）
- 1894年：古斯塔夫·卡耶博特，法國印象派畫家（1848年出生）
- 1918年：印卡斯，已知的最後一隻卡羅萊納長尾鸚鵡（1885年前出生）
- 1926年：海克·卡末林·昂內斯，荷兰物理学家，超导现象发现者、低溫物理學奠基人，1913年諾貝爾物理學獎得主（1853年出生）
- 1933年：恩斯特·施密特，丹麥生物學家（1877年出生）
- 1934年：，尼加拉瓜革命家（1895年出生）
- 1936年：申采浩，韓國獨立運動家、歷史學家、文學家（1880年出生）
- 1938年：喬治·海耳，美國天文學家（1868年出生）
- 1938年：赵锡章，中华民国国民革命军将领（1901年出生）
- 1941年：弗雷德里克·班廷，加拿大醫學家，1923年諾貝爾生理學或醫學獎得主（1891年出生）
- 1943年：周复，中华民国国民革命军将领（1900年出生）
- 1943年：张少舫，中华民国国民革命军将领（1905年出生）
- 1958年：鄧肯·爱德华兹，英格蘭職業足球運動員（1936年出生）
- 1965年：麥爾坎·X，非裔美籍伊斯蘭教教士，非裔美國人民權運動者（1925年出生）
- 1968年：霍華德·弗洛里，澳洲藥理學家，1945年諾貝爾生理學或醫學獎得主（1898年出生）
- 1991年：约翰·谢尔曼·库珀，美國政治家、法學家、外交官（1901年出生）
- 1999年：格特魯德·B·埃利恩，美國生物化學家、藥理學家，1988年諾貝爾生理學或醫學獎得主（1918年出生）
- 2003年：費希平，臺灣政治人物（1917年出生）
- 2004年：黎婉華，澳門賭王何鴻燊的元配夫人（1923年出生）
- 2008年：穆舜英，中國考古學家（1932年出生）
- 2010年：賈鴻秋，臺灣知名愛狗人士[1]（1956年出生）
- 2014年：喬治·莫德爾斯基，波蘭裔美國政治學家（1926年出生）
- 2017年：肯尼斯·约瑟夫·阿罗，美國經濟學家，1972年諾貝爾經濟學獎得主（1921年出生）
- 2018年：葛培理，美國基督教福音佈道家（1918年出生）
- 2020年：曹驥雲，香港《大公報》前副總編輯。[2]
- 2022年：楚原，香港導演、演員，為香港武俠電影的開山鼻祖（1934年出生）
- 2023年：蔡天鳳，香港名媛、模特兒（1994年出生）
- 2024年：罗歇·吉耶曼，法国-美國医学家，1977年诺贝尔生理学或医学奖得主（1924年出生）
- 2024年：泰益瑪目，馬來西亞政治人物（1936年出生）
- 2025年：沈世傑，台灣魚類學家（1926年出生）
- 2025年：方大同，香港男歌手（1983年出生）

## 节假日与风俗
- 國際母語日
- 反對殖民主義鬥爭日：1946年起[3][4]
- 南非：軍人節
- ：語言運動日（英语：Language Movement Day）

## 外部連結
- 2月21日（页面存档备份，存于），BBC（英文）